# Drag Race Italia
Drag Race Italia (eng. Drag Race Italy) talijanska je reality natjecateljska emisija temeljena na američkoj emisiji RuPaul's Drag Race. Prikazuje se od 18. studenoga 2021. godine, a prati talijansku „drag kraljicu” Priscillu u potrazi za „slijedećom talijanskom drag superzvijezdom.”
Drag Race Italia ukupno je osma emisija u serijalu Drag Race i treća europska emisija nakon britanske i španjolske verzije. Do sada su se prikazale tri sezone, a pobijedile su redom Elecktra Bionic, La Diamond i Lina Galore.

## Format
Prateći identičan format kao i izvorna emisija, Drag Race Italia prikazuje desetak „drag kraljica” po sezoni koje se kroz razne izazove natječu za titulu pobjednika te za novčane i druge nagrade. Epizode se prikazuju tjedno, a svaka se sastoji od tzv. „mini” izazova i glavnog „maxi” izazova. Natjecatelj koji je, prema odabiru sudaca, bio najbolji u izazovima proglašen je tjednim pobjednikom. Suci također odabiru dva natjecatelja s najslabijom izvedbom koji se moraju suočiti u lipsync duelu nakon kojeg jedan natjecatelj ispada iz natjecanja. Suci biraju pobjednika sezone među natjecateljima koji su došli do finala. 

### Suci
Emisiju vodi Priscilla koja je ujedno jedna od glavnih sudaca emisije. Na sudačkom panelu joj se pridružuje Chiara Francini, a od treće sezone i Paola Iezzi te Paolo Camilli, koju si zamijenili Tommasa Zorzija. 
| Sudac           | Sezona                 | Sezona                 | Sezona                 |
| Sudac           | 1.                     | 2.                     | 3.                     |
| --------------- | ---------------------- | ---------------------- | ---------------------- |
| Priscilla       | voditeljica i stukinja | voditeljica i stukinja | voditeljica i stukinja |
| Chiara Francini | glavna sutkinja        | glavna sutkinja        | glavna sutkinja        |
| Tommaso Zorzi   | glavni sudac           | glavni sudac           |                        |
| Paola Iezzi     |                        | gost                   | glavna stukinja        |
| Paolo Camilli   |                        |                        | glavni sudac           |

## Pregled emisije
| Sezona | Sezona | Epizode | Epizode | Originalno emitiranje | Originalno emitiranje | Originalno emitiranje | Broj natjecatelja | Pobjednica      | Pratilja                | Miss Congeniality      |
| Sezona | Sezona | Epizode | Epizode | Premijera             | Finale                | Mreža                 | Broj natjecatelja | Pobjednica      | Pratilja                | Miss Congeniality      |
| ------ | ------ | ------- | ------- | --------------------- | --------------------- | --------------------- | ----------------- | --------------- | ----------------------- | ---------------------- |
|        | 1.     | 6       | 6       | 18. studenoga 2021.   | 23. prosinca 2021.    | Discovery+            | 8                 | Elecktra Bionic | Farida Kant Le Riche    | Luquisha Lubamba       |
|        | 2.     | 8       | 8       | 20. listopada 2022.   | 8. prosinca 2022.     | Discovery+            | 10                | La Diamond      | Aura Eternal Nehellenia | Nehellenia             |
|        | 3.     | 12      | 12      | 13. listopada 2023.   | 28. prosinca 2023.    | Paramount+            | 13                | Lina Galore     | Melissa Bianchini       | Silvana Della Magliana |

## Vanjske poveznice
- Službena stranica na platformi WOW Presents Plus
- Službena stranica na Instagramu
- Službena stranica na Facebooku